# Isla de Cabras
Isla de Cabras es una isleta localizada en la entrada de la bahía de San Juan en Puerto Rico y forma parte del Municipio de Toa Baja. 
Isla de Cabras actualmente alberga:
- El Fortín San Juan de la Cruz, también conocido como El Cañuelo.
- Un parque recreativo que abrió en el 2005.
- Un Club de Pesca
- Un campo de tiro de la policía local.

Sin embargo, este islote ha tenido varios usos durante su historia.

## Historia

### Fortificación española
Artículo Principal: El Cañuelo
Debido a su localización estratégica en la entrada de la bahía de San Juan, Isla de Cabras proveía un punto estratégico para un fuego cruzado en conjunto con el Fuerte San Felipe del Morro en el otro lado de la bahía, para así prevenir que navíos invasores entraran. También defendía la entrada al río Bayamón en el otro lado de la isleta.

### Leprosería o leprocomio
Al final del siglo XIX, se estableció una comunidad de leprosos en la isleta. El 17 de diciembre de 1876, el Gobernador de Puerto Rico, Segundo de la Portilla, colocó la primera piedra de la estructura oficial que albergaría varios pacientes de lepra. La misma fue completada en 1883. Sin embargo, se cree que la colonia fue establecida antes de la construcción de la estructura.
Después de la invasión de los Estados Unidos a la isla en 1898, la administración de la estructura fue otorgada al gobierno de la isla. De acuerdo al censo de 1910, había 35 personas viviendo en la isleta para ese tiempo.
En 1926, un asilo de pacientes de lepra se construyó en la isla principal en el sector de Trujillo Alto, cercano a una iglesia, y los residentes de la colonia fueron mudados allá. Sin embargo, la estructura original en la isleta todavía existe.

### Fortificación estadounidense
En los años 40, los Estados Unidos inauguraron el Fuerte Amezquita, a unos pocos metros de distancia de El Cañuelo. Durante la Segunda Guerra Mundial, este fuerte sirvió como reserva militar para el ejército de EE. UU. La base recibía cargamentos de armas desde Fort Delaware en Florida.

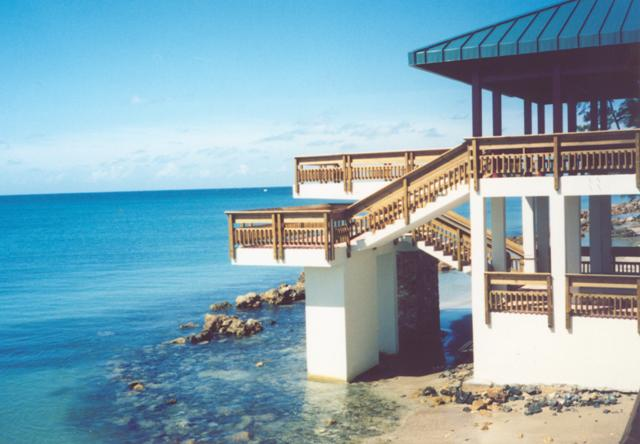
Isla de Cabras.

### Campo de tiro y parque recreativo
En años recientes, los terrenos que pertenecían al Fuerte Amezquita se convirtieron en un campo de tiro y entrenamiento para la policía local. El terreno sobrante estuvo en disputa por varios años, y finalmente fueron transferidos al Departamento de Recreación y Deportes de la isla.
Recientemente, abrió al público el Parque Recreativo Isla de Cabras, que cuenta con varios lugares de descanso y gazebos para la familia. Además, el parque cuenta con acceso a la playa para nadar y pescar.